# Veronica Simogun
Veronica Simogun (Wewak, 1962) és una activista de Papua Nova Guinea pels drets de les dones i en contra de la violència. Va rebre el Premi Internacional Dona Coratge el 2017.
Simogun va néixer a prop de Wewak el 1962, en concret en un poble anomenat Urip, situat a Boykin, Dagua. Va obtenir un certificat en aviació civil a la Universitat de Formació d'Aviació Civil. Havia treballat sis anys en l'aviació civil quan va tornar a Urip. Al seu poble va treballar per millorar la comunitat local. Va fer campanya en contra de la violència vers les dones. Per la seva feina amb Catherine Ebert-Gray va ser nominada al Premi Internacional Dona Coratge.